# Quận Eastland, Texas
Quận Eastland (tiếng Anh: Eastland County) là một quận trong tiểu bang Texas, Hoa Kỳ. Quận lỵ đóng ở thành phố Eastland. Dân số theo điều tra năm 2000 là 18.297 người.